# 大花轿
《大花轿》是中国大陆的一首流行歌曲，初在1995年11月30日发行，由火风作词作曲并演唱。这首歌是中国大陆70后、80后、部分90后的婚礼必奏曲目。

## 荣誉
1996年，《大花轿》获中国中央电视台音乐电视大奖赛铜奖，火风也因此成为广东省年度最受欢迎歌手。这首歌还名列日本NHK1996年二季度十大金曲名单。